# Furstepalatset, Šibenik
Furstepalatset[a] (kroatiska: Knežev dvor, italienska: Il palazzo ducale) är ett kulturmärkt palats i Šibenik i Kroatien. Det uppfördes under 1200–1300-talet och var från senmedeltiden till slutet av det venetianska styret år 1797 guvernörsbostad och officiellt säte för den lokale härskaren – stadens furste (knez) och kapten. Sedan år 1925 rymmer det Šibeniks stadsmuseum.

## Beskrivning
Furstepalatset är beläget söder om Sankt Jakobs katedral i gamla stan och utgjorde ursprungligen en del av stadens försvarssystem. Idag kvarstår endast två vinkelräta flyglar av den tidigare betydligt större konstruktionen.
Palatset är en avlångt byggnadskomplex som sträcker sig i nordvästlig–sydostlig riktning. Det avgränsas i nordväst av ett kvadratisk torn som vetter mot  Biskopspalatset och kallas för Furstepalatsets torn. I den sydöstra delen avgränsas palatset av ett mångkantigt torn.
Den södra flygeln har bottenvåning och tre våningar. Den norra flygeln har källare, bottenvåning och två våningar. Mellan den norra flygeln och Biskopspalatset finns Stadsporten som leder till stadens huvudtorg. Den södra flygelns fönster är oprofilerade medan den norra flygelns fönster bär stildrag från gotiken och senrenässansen. Furstepalatsets torn har höga fönster. Mellan fönstren som vetter mot havet finns en relief av ett heraldiskt vapen tillhörande en av de tidigare furstarna. Vid den norra flygeln finns en port i romansk stil som leder till byggnadens källare. I en nisch vid porten finns en skulptur föreställande den tidigare fursten Nicola Marcello.